# 张子芳

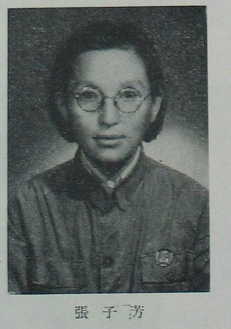
张子芳近照

张子芳（1914年9月—2017年11月30日），曾用名张芝芳，陕西安塞人，中华人民共和国女性政治人物。

## 生平
1936年12月，加入中国共产党。1937年8月，先后任陕甘宁边区妇联组织部部长，湘南特委秘书长兼妇女部部长等。1939年至1940年，在湖南省委从事机要工作和秘密交通工作。1940年11月，担任闵西特委机关支部书记，后调广东南方工作委员会工作等。1943年4月，任中央招待所机关合作社主任，陕甘宁边区妇联主任等。1949年8月至10月，参加中国人民政治协商会议第一届全体会议和中华人民共和国开国大典。
1949年11月任西北军政委员会委员，全国妇联农村工作部部长，中央劳动部办公厅副主任兼机关党委副书记等。1949年4月，任云南省农业机械厅厅长、党组书记，水利厅厅长、党组书记等。文化大革命中遭受迫害。1978年，起用任云南省农村办公室副主任。1979年9月调公安部工作，1982年12月离休。2017年11月30日，在北京去世，享年103岁。